# Burgberg (Baunatal)
Der Burgberg, auch Burg genannt, ist ein 439,6 m ü. NHN hohe Basaltkuppe in den zum Habichtswälder Bergland gehörigen Langenbergen. Er liegt bei Großenritte im nordhessischen Landkreis Kassel (Deutschland).

## Geographie

### Lage

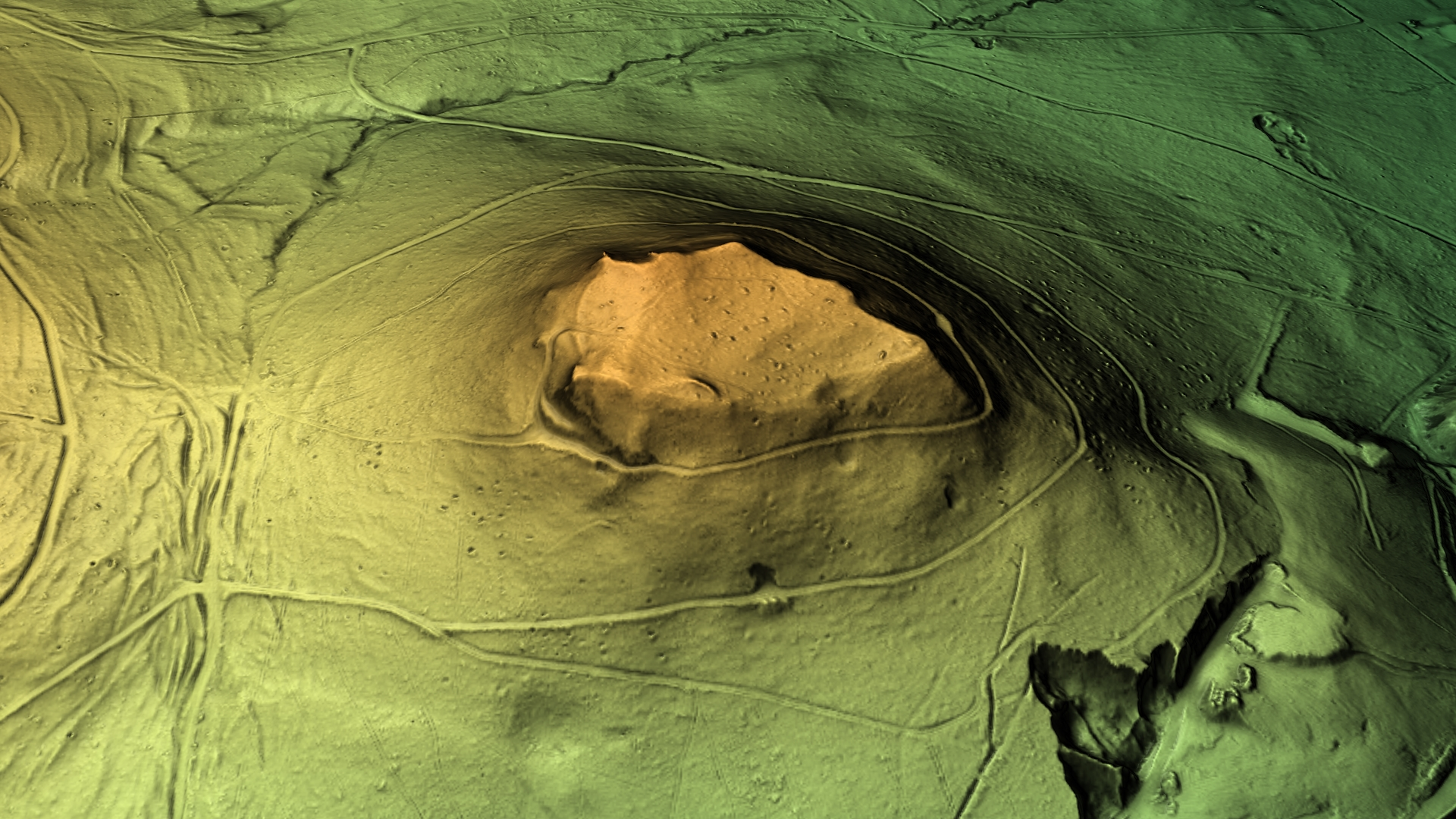
3D-Ansicht des digitalen Geländemodells

Der fast durchgehend bewaldete Burgberg erhebt sich an der Ostabdachung der Langenberge direkt westlich der Ortschaft Großenritte, einem westlichen Stadtteil des im Landkreis Kassel gelegenen Baunatal. Nach Osten leitet die Landschaft in den Nordzipfel des im Schwalm-Eder-Kreis liegenden Edermünder Gemeindegebiets über, in dem Teile des Schwengebergs liegen, dem mit 556,7 m höchsten Berg der Langenberge. Nördlich des Berggipfels gibt es eine Wassertretstelle, an seinem Südosthang erstreckt sich ein recht großer Basaltsteinbruch.

### Naturräumliche Zuordnung

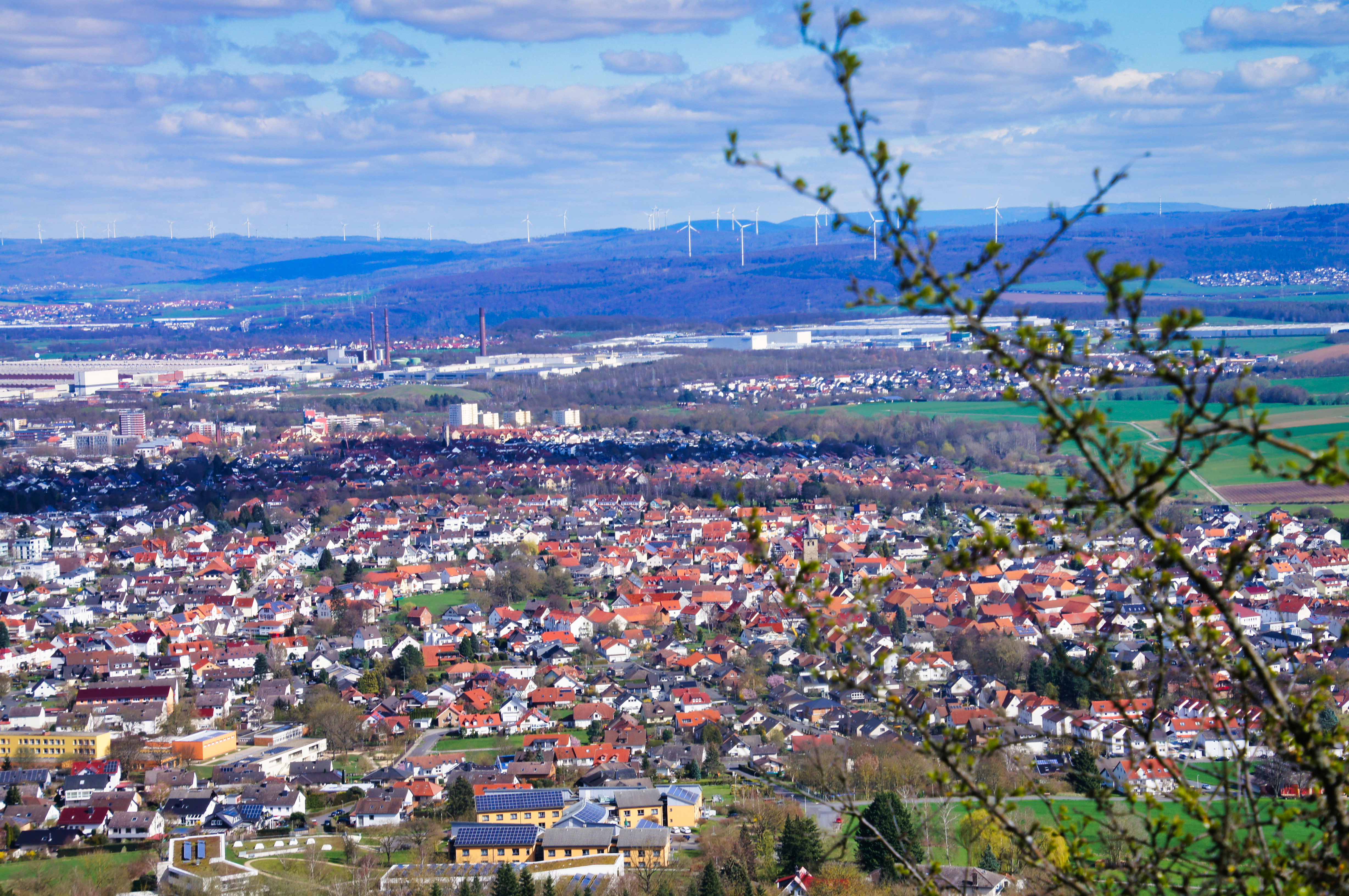
Blick vom Burgberg auf Baunatal

Der Burgberg gehört in der naturräumlichen Haupteinheitengruppe Westhessisches Bergland (Nr. 34), in der Haupteinheit Habichtswälder Bergland (342) und in der Untereinheit Habichtswald (mit Langenberg) (342.0) zum Naturraum Langenberg (342.02). Die Landschaft fällt nach Nordosten in den Naturraum Hoofer Pforte (342.01) ab und nach Osten in die zur Haupteinheit Westhessische Senke (343) zählende Untereinheit Kasseler Becken (343.3).

## Geschichte

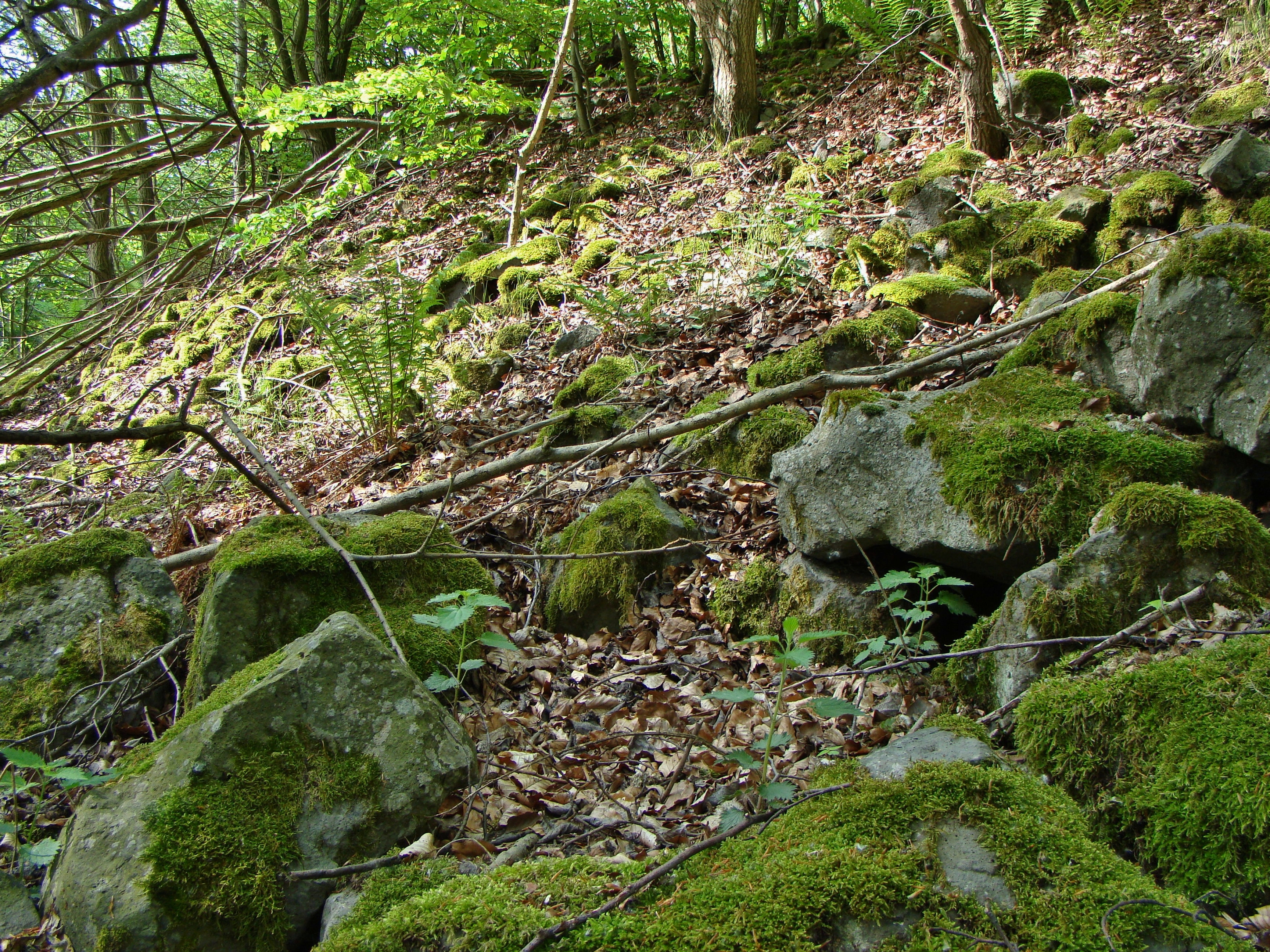
Reste des Ringwalls der Wallburg Großenritte

Im oberen Bereich des Burgbergs befindet sich eine Ringwallanlage mit etwa 2,5 ha Innenfläche, die Wallburg Großenritte. Der Ringwall wurde zweimal besiedelt, zuerst vor rund 6000 Jahren und dann erneut zur Zeit der Hallstattkultur zwischen 800 und 400 v. Chr. Wegen besonders steiler Felswände musste die Anlage an einer Seite stärker befestigt werden.
Am Osthang des Bergs ließ sich Prinz Heinrich von Hanau, ein Sohn des Kurfürsten Friedrich Wilhelm I. von Hessen-Kassel aus dessen morganatischer Ehe mit Gertrude von Hanau, kurz vor dem Ende des Kurfürstentums Hessen ein Jagdschloss bauen. Bei der Annexion Kurhessens durch Preußen im Jahre 1866 war nur der Rohbau vollendet, und das Gebäude blieb danach zehn Jahre ungenutzt. Erst 1877 fand das sogenannte „Schlösschen“ eine Nutzung. Die Renitente Kirche ungeänderter Augsburgischer Konfession in Hessen, eine der Vorgängerinnen der heutigen Selbständigen Evangelisch-Lutherischen Kirche (SELK), erwarb den Bau, um dort ein Diakonissenhaus für alte und kranke Menschen einzurichten. Gertrude von Hanau, Witwe des letzten Kurfürsten und inzwischen Fürstin Hanau von und zu Hořowitz, wurde als Gründungsstifterin gewonnen und unterzeichnete die Stiftungsurkunde für das nach ihr benannte Hessische Diakonissenhaus „Gertrudenstift“. Das baufällig gewordene „Schlösschen“ wurde 1972 abgerissen.